# Ion Mincu
Ion Mincu (Focșani, 20 dicembre 1852 – Bucarest, 6 dicembre 1912) è stato un architetto, ingegnere, insegnante, teorico e politico romeno, tra le personalità più importanti della sua patria all'epoca.

## Biografia
Ion Mincu concluse gli studi ginnasiali alla scuola Unirea della sua città natale (1871), poi si laureò in ingegneria alla Scuola Nazionale di Ponti e Strade nella capitale romena (1875), e proseguì in architettura alla Scuola delle Belle Arti di Parigi (1877 - 1884), dove fu allievo del celebre Eugène Viollet-le-Duc.
Ricevette il riconoscimento speciale (Grand Prix) della Società Centrale degli Architetti Francesi, che gli permise un lungo viaggio studio europeo durante il quale esplorò la Spagna, l'Italia e la Grecia.
Ritornato in patria fu il principale artefice di uno stile architettonico nazionale noto come "Neo-Romeno", una commistione di influssi tradizionali, eclettici e modernisti. Ebbe come allievo e collaboratore Constantin Iotzu.
Dal 1895 al 1899 fu eletto deputato del Parlamento della Romania.